# Killy
Killy (stilizzato come KILLY), pseudonimo di Khalil Tatem (Toronto, 19 agosto 1997), è un rapper canadese, noto per il singolo Killamonjaro che è certificato platino dalla Music Canada.

## Discografia

### Album in studio
- 2018 – Surrender Your Soul
- 2019 – Light Path 8

### EP
- 2018 – Killstreak

## Premi e riconoscimenti
- Juno Award
  - 2019 - Candidato Breakthrough Artist of the Year
  - 2019 - Candidato Fan Choice Award
  - 2019 - Candidato Rap Recording of the Year